# Premio Lo Straniero
Il Premio Lo straniero è un riconoscimento che la rivista Lo Straniero diretta da Goffredo Fofi attribuisce ad artisti, scrittori, operatori, associazioni che operano sul sociale di particolare rilevanza e generosità.

## Storia
Il premio, che nasce nel 1992 su ideazione di Goffredo Fofi, cinque anni prima dell'omonima rivista, ha attraversato nel tempo l'esistenza di quattro riviste: Linea d'ombra, La terra vista dalla luna, Lo Straniero e infine Gli asini. Il Premio che nacque col nome scommesse sul futuro, veniva assegnato a nuove realtà e a giovani artisti, ma in seguito si trasformò in un riconoscimento volto a tracciare una mappatura di giovani talenti e dei grandi vecchi nel tentativo di stabilire un'area di resistenti a una visione omologante della cultura. A questo proposito viene nominata annualmente una giuria che si occupa di indicare personalità, figure ed enti che si sono distinte nel loro campo per quello che la rivista stessa definisce una particolare "filosofia asinina", ossia una particolare testardaggine nello sviluppo dei progetti nei rispettivi campi di appartenenza.
Nel 2010 in occasione della 18ª edizione del Premio svoltasi al Festival di Teatro di Santarcangelo, è stato formato un Comitato Premio Lo Straniero nato per il sostegno dell'iniziativa.

## Giurie e premiati
1992
Premiati: Enrico Lo Verso, Luca Bigazzi, Maria Rita Masci, Sud Sound System, Gianluigi Toccafondo.
Presidente: Piergiorgio Giacchè.
Giurati: Stefano Rulli, Alessandro Baricco, Roberto Koch, Goffredo Fofi, José Muñoz e Silvio Perrella, Vincenzo Consolo, Fabrizia Ramondino, Lia Sacerdote, Lorenzo Mattotti e Luigi Manconi.
1993
Premiati: Iaia Forte, Rinaldo Gianola, Almamegretta, Casba.
Presidente: Piergiorgio Giacchè.
Giurati: Stefano Benni, Gianfranco Bettin, Stefano De Matteis, Goffredo Fofi, Gad Lerner, Paolo Mereghetti, Georgette Rinaldi, Silvio Soldini.
1995
Premiati: Raul Montanari, Marco Pesaresi, Alberto Rondalli, Internazionale, Daniele Sepe, Sabrina Ferilli,
Presidente: Goffredo Fofi.
Giurati: Stefano De Matteis, Piergiorgio Giacchè, Roberto Koch, Roberta Mazzanti, Paolo Mereghetti, Maria Nadotti, Georgette Ranucci, Marino Sinibaldi, Paola Splendore. Con il patrocinio del Comune e della Provincia di Perugia e del Consiglio Regionale dell'Umbria.
1996
Premiati: Arturo Cirillo, Gabriella Giandelli, Alberto Giuliani, Mano, Tiziano Scarpa, Roberta Torre, Emanuele Valenti.
Presidente: Goffredo Fofi.
Giuriati: Stefano Benni, Roberta Carlotto, Sabrina Ferilli, Iaia Forte, Piergiorgio Giacchè, Roberto Koch, Paolo Mereghetti, Marino Sinibaldi, Gennaro Tesone, Gianluigi Toccafondo.
1997
Premiati: Valerio Binasco, Francesca Ghermandi, Guglielmo Minervini, Ferzan Özpetek, Luca Rastello.
Presidente: Roberto Koch.
Giurati: Stefano Benni, Marisa Bulgheroni, Goffredo Fofi, Iaia Forte, Maria Ida Gaeta, Piergiorgio Giacchè, Vittorio Giacopini, Marcello Lorrai, Paolo Mereghetti, Maria Nadotti, Fausta Orecchio, Georgette Ranucci, Gennaro Tesone, Gianluigi Toccafondo.
1998
Premiati: Giosuè Calaciura, Giovanni Maderna, Onze, Massimo Sciacca, Il Damm, Libera mente.
Giurati: Stefano Benni, Marco Cassini, Goffredo Fofi, Piergiorgio Giacchè, Vittorio Giacopini, Roberto Koch, Fabián Negrín, Monica Nonno, Fausta Orecchio, Georgette Ranucci, Gennaro Tesone.
1999
Premiati: Giuseppe Montesano, Aleksandar Zograf, Vittorio Giacopini, Gianfranco Schiavone, Motus, Rosario Giuliani.
Presidente: Antonio Biasucci.
Giurati: Pappi Corsicato, Goffredo Fofi, Iaia Forte, Alessandra Francioni, Piergiorgio Giacchè, Roberto Koch, Stefano de Matteis, Monica Nonno, Fausta Orecchio, Georgette Ranucci, Stefano Ricci.
2000
Premiati: Andrea Bruno, Salvatore Caruso, Annalisa D’Amato, Stefano Laffi, Alessandro Leogrande, Alessandro Piva e Andrea Piva.
Presidente: Piergiorgio Giacchè.
Giurati: Maurizio Braucci, Goffredo Fofi, Roberto Koch, Giovanni Maderna, Paolo Mereghetti, Maria Nadotti, Monica Nonno, Fausta Orecchio, Stefano Ricci, Paola Splendore.
2001
Premiati: Niccolò Ammaniti, Emma Dante, Daniele Gaglianone, Roberto Magnani, La Redazione culturale di Radio 3, La Contrabbanda.
Presidente: Georgette Ranucci.
Giurati: Marcello Benfante, Goffredo Fofi, Iaia Forte, Piergiorgio Giacchè, Vittorio Giacopini, Davide Iodice, Roberto Koch, Giovanni Maderna, Paolo Mereghetti, Maria Nadotti, Fausta Orecchio.
2002
Premiati:Gianni Pacinotti, Vitaliano Trevisan, Nicola Lagioia, Nina Di Majo, Matteo Garrone, Kinkaleri, Fanny & Alexander, Cristina Ventrucci.
Presidente: Paola Splendore.
Giurati: Maurizio Braucci, Goffredo Fofi, Piergiorgio Giacchè, Alessandro Leogrande, Emiliano Morreale, Maria Nadotti, Monica Nonno, Fausta Orecchio, Dario Zonta.
2003
Premiati: Enrico Bossan, Teatrino Clandestino, Antonio Pascale, Maria Pace Ottieri, Roberta Mazzanti, L'Assessorato alle Politiche Sociali del Comune di Venezia, La Comunità Progetto Sud di Lamezia Terme.
Premio Carmelo Bene: Daniele Ciprì e Franco Maresco.
Presidente: Goffredo Fofi.
Giurati: Maurizio Braucci, Marisa Bulgheroni, Bruna Filippi, Piergiorgio Giacchè, Nicola Lagioia, Alessandro Leogrande, Emiliano Morreale, Maria Nadotti, Fausta Orecchio, Georgette Ranucci, Paola Splendore, Luisa Viglietti, Edoardo Winspeare.
2004
Premiati: Sonia Bergamasco, Maurizio Braucci, Daniele Dainelli, Guido Crainz, Giulio Marcon, Coconino Press, Orecchio Acerbo.
Premio Carmelo Bene: Compagnia della Fortezza.
Presidente: Alessandro Leogrande.
Giurati: Marcello Benfante, Marisa Bulgheroni, Luigi De Luca, Bruna Filippi, Goffredo Fofi, Piergiorgio Giacchè, Nicola Lagioia, Maria Nadotti, Paola Splendore, Luisa Viglietti, Edoardo Winspeare, Dario Zonta.
2005
Premiati:Egumteatro, Fabian Negrin, Francesco Munzi, Sandro Ferri e Sandra Ferri, Alberto Cavaglion, Fabrizia Ramondino.
Presidente: Emiliano Morreale.
Giurati: Ornella Bellucci, Marcello Benfante, Luigi De Luca, Goffredo Fofi, Piergiorgio Giacchè, Nicola Lagioia, Alessandro Leogrande, Massimo Marino, Alessandra Mauro, Roberta Mazzanti, Andrea Nanni, Fausta Orecchio, Rodolfo Sacchettini, Paola Splendore, Cristina Ventrucci, Luisa Viglietti, Franco Vitelli, Edoardo Winspeare, Dario Zonta.
2006
Premiati: Nino De Vita, Carlo Verdone, Alberto Capitta, Roberto Saviano, Hamelin, Chi rom... e chi no.
Premio Carmelo Bene: Ermanna Montanari.
Presidente: Maurizio Braucci.
Giurati: Cecilia Bartoli, Marcello Benfante, Anna Branchi, Marisa Bulgheroni, Roberta Carlotto, Luigi De Luca, Bruna Filippi, Goffredo Fofi, Piergiorgio Giacchè, Vittorio Giacopini, Alessandro Leogrande, Franco Lorenzoni, Giulio Marcon, Emiliano Morreale, Maria Nadotti, Claudio Pedone, Georgette Ranucci, Luca Rastello, Paola Splendore, Edoardo Winspeare, Dario Zonta.
2007
Premiati:Mario Monicelli, Marisa Bulgheroni, Franco Loi, Giancarlo Gaeta, Rosa Matteucci, Leila Marzocchi, Marina Spada, Massimiliano Civica, Emiliano Morreale, Pietro Marcello, Canicola, Le Piagge.
Premio Carmelo Bene: Piergiorgio Giacchè.
Presidente: Ermanna Montanari.
Giurati: Cecilia Bartoli, Anna Branchi, Goffredo Fofi, Vittorio Giacopini, Stefano Laffi, Alessandro Leogrande, Roberto Magnani, Giulio Marcon, Marco Martinelli, Luigi Monti, Maria Nadotti, Stefano Ricci, Alessandro Triulzi, Rodolfo Sacchettini, Cristina Ventrucci, Giovanni Zoppoli.
2008
Premiati: Andrea Bajani, Marco Bechis, Anna Bravo, Mara Cerri, Pino Corrias, Grazia Honegger Fresco, Alina Marazzi, Salvatore Mereu, Ermanno Olmi, Rodolfo Sacchettini, San Marcellino onlus, Edoardo Winspeare.
Presidente: Marco Carsetti.
Giurati: Cecilia Bartoli, Gianfranco Bettin, Anna Branchi, Maurizio Braucci, Marisa Bulgheroni, Goffredo Fofi, Piergiorgio Giacchè, Vittorio Giacopini, Luca Lambertini, Alessandro Leogrande, Federica Lucchesini, Roberto Magnani, Alessandra Mauro, Ermanna Montanari, Luigi Monti, Emiliano Morreale, Luca Mosso, Maria Nadotti, Francesca Nicora, Fausta Orecchio, Giordana Piccinini, Nicola Ruganti, Marino Sinibaldi, Paola Splendore, Cristina Ventrucci, Nicola Villa, Dario Zonta.
2009
Premiati:
Bianca Guidetti Serra, Salvatore Mannuzzu, Mimmo Paladino, Walter Siti, Paolo Cognetti, Teatro Sotterraneo, La casa editrice Iperborea, Redattore Sociale, Asinitas.
Presidente: Anna Branchi.
Giurati: Maurizio Braucci, Goffredo Fofi, Vittorio Giacopini, Alessandro Leogrande, Roberto Magnani, Giulio Marcon, Ermanna Montanari, Emiliano Morreale, Maria Nadotti, Monica Nonno, Fausta Orecchio, Nicola Ruganti, Rodolfo Sacchettini, Paola Splendore, Cristina Ventrucci, Giovanni Zoppoli.
2010
Premiati: “A buon diritto”, "Antigone", Giorgio Agamben, Blow Up, Giorgio Diritti, Michelangelo Frammartino, Lorenzo Mattotti, Vittorio Spinazzola, Filippo Timi, Scuola del disegno animato di Urbino, Giorgio Vasta, Simona Vinci, ZAPRUDER filmmakersgroup.
Premio Carmelo Bene: Claudio Morganti
Presidente: Daniela Nicolò.
Giurati: Silvia Bottiroli, Anna Branchi, Enrico Casagrande, Edo Chieregato, Goffredo Fofi, Fabio Gambaro, Piergiorgio Giacchè, Alessandro Leogrande, Simone Caputo, Lorenzo Maffucci, Roberto Magnani, Alina Marazzi, Marco Martinelli, Ermanna Montanari, Emiliano Morreale, Maria Nadotti, Giordana Piccinini, Rodolfo Sacchettini, Paola Splendore, Emilio Varrà, Cristina Ventrucci, Dario Zonta.
2011
Premiati: Fernando Bandini, Patrizia Cavalli, Roberto Innocenti, Enzo Mancuso e Lorenzo Mancuso, Letizia Muratori, Fabrizio Orlandi, Jafar Panahi, Stefano Ricci, Alice Rohrwacher, Mariuccia Salvati, Virgilio Sieni, Gli asini, Cineteca di Bologna, Casa-laboratorio di Cenci, Zazà.
Presidente: Rodolfo Sacchettini.
Giurati: Silvia Bottiroli, Anna Branchi, Maurizio Braucci, Carlo De Maria, Carlo Donolo, Goffredo Fofi, Piergiorgio Giacchè, Vittorio Giacopini, Luca Lambertini, Alessandro Leogrande, Roberto Magnani, Leila Marzocchi, Paolo Mereghetti, Ermanna Montanari, Emiliano Morreale, Maria Nadotti, Giordana Piccinini, Georgette Ranucci, Alessandro Triulzi, Cristina Ventrucci, Giovanni Zoppoli.
2012
Premiati: Adele Corradi, Alessandro Spina, Carlo Cecchi, Francesco Tullio Altan, Mario Perniola, Paola Splendore, Maria Nadotti, Alessandro Coppola, Menoventi, Babel, Sandro Bonvissuto, Carola Susani, Giorgio Fontana, Francesco Targhetta, Alessio Torino.
Presidente: Rodolfo Sacchettini.
Giurati: Cecilia Bartoli, Silvia Bottiroli, Anna Branchi, Maurizio Braucci, Carlo De Maria, Gian Luca Farinelli, Goffredo Fofi, Piergiorgio Giacchè, Vittorio Giacopini, Sara Honegger, Stefano Laffi, Alessandro Leogrande, Alina Marazzi, Giulio Marcon, Luigi Monti, Emiliano Morreale, Giordana Piccinini, Cristina Ventrucci, Nicola Villa, Giovanni Zoppoli.
2013
Premiati: Franca Cavagnoli, Matteo Marchesini, Giovanni Columbu, Leonardo Di Costanzo, Andrea Brazzoduro, Angelo Ferracuti, Yvan Sagnet, Rita Giaretta, Giovanni Zoppoli, Lisetta Carmi, Guido Scarabottolo, Mario Dondero, Danio Manfredini.
Presidenti: Stefano Laffi, Giordana Piccinini.
Giurati:  Silvia Bottiroli, Anna Branchi, Goffredo Fofi, Alessandro Leogrande, Rodolfo Sacchettini, Nicola Villa, Alessandra Mauro, Costantino Cossu, Maurizio Braucci, Livia Apa, Mariuccia Salvati, Alessandro Triulzi, Luigi Monti, Sara Honegger, Grazia Fresco, Lorenzo Pavolini, Marina Galati, Fausta Orecchio, Dario Zonta, Emiliano Morreale, Enzo Ferrara, Giacomo Borella, Gianluca Farinelli, Vittorio Giacopini.
2014
Premiati: A Sud, Paolo Bacilieri, Alfonso Berardinelli, Ginevra Bompiani, Celeste Casciaro, Paolo Di Stefano, Giorgio Falco, Fibre parallele, Manuele Fior, Fabrizio Gifuni, Roberto Minervini, Le Nuove Edizioni di Comunità, Alessandro Sanna, Ferdinando Scianna.
Presidente:Alice Rohrwacher.
Giurati: Anna Antonelli, Cecilia Bartoli, Silvia Bottiroli, Anna Branchi, Costantino Cossu, Goffredo Fofi, Piergiorgio Giacchè, Vittorio Giacopini, Gianluca Farinelli, Sara Fgaier, Sara Honegger, Roberto Koch, Nicola Lagioia, Alessandro Leogrande, Giulio Marcon, Paolo Mereghetti, Emiliano Morreale, Fausta Orecchio, Damiano Pergolis, Rodolfo Sacchettini, Alessio Trabacchini, Emilio Varrà, Nicola Villa, Dario Zonta.
2015
Premiati: Rosellina Archinto, Laura Bispuri, Vinicio Capossela, Saverio Costanzo, Roberto Keller, Saverio La Ruina, Paolo Mereghetti, Tullio Pericoli, Alba Rohrwacher, Maurizio Torchio, No TAV.
Presidenti:Roberta Mazzanti, Rodolfo Sacchettini.
Giurati: Anna Antonelli, Anna Branchi, Goffredo Fofi, Nicola Lagioia, Alessandro Leogrande, Emilia Lodigiani, Luigi Manconi, Giulio Marcon, Alessandra Mauro, Emiliano Morreale, Fausta Orecchio, Simone Tonucci, Nicola Villa, Giovanni Zoppoli.
2016
Premiati: Albori, Alessandro Borghi, Chiara Guidi, Brunello Leone, Laura Lepetit, Luca Marinelli, Valerio Mastandrea, Giordano Meacci, Davide Reviati, Gianfranco Rosi, Sacchi di sabbia, Serena Vitale.
Presidente:Fausta Orecchio.
Giurati: Maurizio Braucci, Anna Branchi, Elisabetta Cosci, Stefano De Matteis, Filippo Figone, Goffredo Fofi, Vittorio Giacopini, Sara Honegger, Alessandro Leogrande, Roberto Magnani, Pietro Marcello, Fabio Masi, Alessandra Mauro, Roberta Mazzanti, Paolo Mereghetti, Luigi Monti, Emiliano Morreale, Giordana Piccinini, Alice Rohrwacher, Rodolfo Sacchettini, Paola Splendore, Emilio Varrà, Nicola Villa, Gabriele Vitello, Dario Zonta, Giovanni Zoppoli.
2017 (il premio cambia nome in Lo straniero - Gli asini)
Premiati: Stefano Massini, Roberto Alajamo, Rossella Di Leo, Marco Carsetti, Suranga Katugampala, Gabriella Gribaudi, Franco Farinelli, Fabio Pusterla, Letizia Battaglia, Tomaso Montanari.
Giurati: Goffredo Fofi, Nicola Villa, Nicola Lagioia, Alessandro Leogrande, Piergiorgio Giacchè, Stefano De Matteis, Maurizio Braucci, Pietro Marcello, Luigi De Luca, Edoardo Winspeare.
2018
Premiati:  Banca Etica, Mimmo Borrelli, Maurizio Cecchetti, Jonas Carpignano, Elena Ferrante, Damiano e Fabio D'Innocenzo, Bruno Maida, Lea Melandri, Davide Orecchio, Claudia Palmarucci, Mimmo Perrotta, Carla Pollastrelli, Stefano Savona, Enzo Traverso, padre Fabrizio Valletti.
Presidente della giuria: Piergiorgio Giacchè.
2019
Premiati: Alessandra Ballerini, Baobab Experience, Giulia Corsalini, Claudia Durastanti, Agostino Ferrente, Napoli Monitor, Francesco Pecoraro, Massimo Popolizio, Isaia Sales, Nicola Savarese, SOS Rosarno, Kater i Rades. Il naufragio
2020
Premiati: Alessandra Cutolo, Barikamà, Carla Peirolero, Claudio Giunta, Daniele Mencarelli, Giuseppe De Rita, Gianfrancesco Turano, Lucia Capuzzi, Luciano Mecacci, Kepler-452, Paolo Pellegrin, Telmo Pievani, Maurizio Lupinelli.
2021
Antonio Biasucci di Napoli, al Centro teatrale Santa Cristina fondato in Umbria da Luca Ronconi, la rivista Confronti con Claudio Paravati e Michele Lipori, lo scrittore e drammaturgo Alessio Forgione, la Scuola Asnada di Italiano per Migranti di Milano, il percussionista e compositore Giovanni Lo Cascio, la consulente FAO Nora McKeon, la traduttrice Anna Nadotti, il direttore del giornale ‘L’Avvenire’ Marco Tarquinio, Enzo Ferrara e il Centro Studi Sereno Regis di Torino, l’illustratore Maurizio Quarello e il regista bielorusso Hleb Papou.
2022
Giuseppe Rizzo, rivista “Mala mente”, rivista “Scorci”, Jean Paul Manganaro, Marco Grifo, Giorgia Grilli, Alberto Rollo, Anna Bella Gioia, Tomi Mellina Bares e Velania A. Mesay, “Gazzetta del Mezzogiorno”, Mons. Raffaele Nogaro.